# Shunsuke Mori
Shunsuke Mori (森 俊介 Mori Shunsuke?, Hyogo, 4 de octubre de 1994) es un futbolista japonés que juega como centrocampista en el Nara Club.

## Trayectoria

### Clubes
| Club                 | País  | Año       |
| -------------------- | ----- | --------- |
| Albirex Niigata      | Japón | 2017-2020 |
| Tokyo Verdy (cedido) | Japón | 2018      |
| Nara Club            | Japón | 2021-     |